# Dänkritz

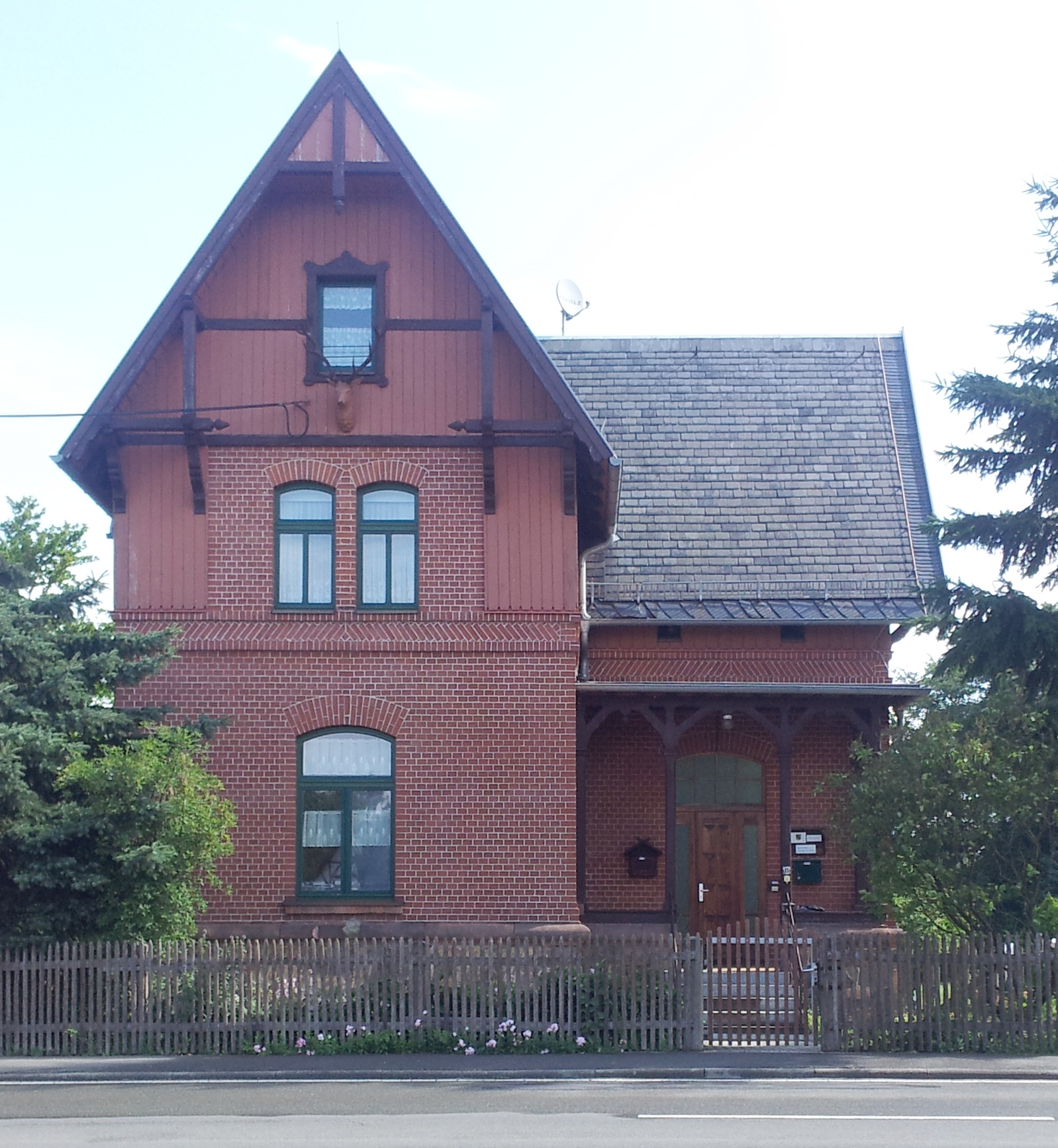
Forsthaus in Dänkritz

Dänkritz ist ein Ortsteil der Gemeinde Neukirchen/Pleiße im sächsischen Landkreis Zwickau und wurde 1996 zusammen mit Lauterbach eingemeindet.

## Geschichte
Die erste urkundliche Erwähnung von Dänkritz erfolgte 1347 in Zusammenhang mit Sifrid von Denkerichs. Weitere Ortsnamenformen lauteten Denkeriz, Den(c)kericz und Den(c)keritz. Die Verwaltung des Ortes erfolgte zur damaligen Zeit ebenfalls im 3 Kilometer entfernten Lauterbach.
1633 während des Dreißigjährigen Krieges wurde Dänkritz niedergebrannt und zerstört. Die Pest und eine Hungersnot forderten viele Tote, 1640 verließen viele Einwohner den Ort.
Die ursprüngliche Besiedelung von Dänkritz erfolgte durch fränkische Bauern. Zeugnis davon ist auch die typische Gebäudeform der Bauerngüter im Ort – der Fränkische Dreiseitenhof. Einige dieser Fachwerkbauten stehen heute noch und wurden unter Denkmalschutz gestellt. Der Ort ist nach seinen Siedlungsstrukturen ein typisches „Streudorf“. Die Besiedlung erfolgte entlang der Ortsstraßen. Bekannt ist vor allem die „Dänkritzer Schmiede“ aus dem Jahr 1620, die bereits zur Postkutschenzeit als Raststätte diente. Ihr gegenüber befindet sich das Forsthaus, von wo aus die Pflege des Naherholungsgebietes „Harthwald“ und die Hege betrieben werden.

## Gedenkstätten
- Zwei Kriegerdenkmäler an der Hauptstraße für die Opfer des Deutsch-Französischen Krieges sowie des Ersten Weltkrieges.

## Verkehr
Dänkritz liegt am Lutherweg Sachsen.